# Temporada 1971 de Fórmula 1430
La Temporada 1971 del Campeonato de España de Fórmula 1430 fue la primera de las quince temporadas del primer campeonato serio de monoplazas que pisaba los circuitos españoles. En un inicio apresurado, con polémicas pero con mucha ilusión y esperanzas, Paco Josa y Selex vencieron en un año donde más de 60 pilotos tomaron parte en alguna carrera de la nueva F1430.

## Pioneros haciendo historia

### Inicio
Tras no haber cuajado la Fórmula IV en España y viendo el éxito de la Copa Nacional Renault se anunció en 1970 la intención de crear un campeonato de fórmulas similar, con reglamento deportivo mejor definido y bases técnicas compartidas. Con el apoyo de SEAT, en abril de 1971 vio al fin la luz la Fórmula 1430, un campeonato donde los pilotos más prometedores del panorama, los constructores existentes que ya se habían dejado ver en la FIV, los mejores preparadores y escuderías españolas e incluso los fabricantes de neumáticos del momento, decidieron involucrarse como nunca antes había ocurrido en el panorama del motor nacional. Tan sólo se echó en falta algo más de variedad en cuanto a circuitos se refiere, pero es que en esos años no teníamos más.
Con los motores de algunos monoplazas aún sin rodaje, la primera cita vio que el coche más común en la parrilla (los Selex) era también el que tenía las mejores prestaciones, algo que sólo pudieron igualar duante la temporada los Lince y en sus últimos compases, el Etco. En estos primeros instantes del campeonato también se vio quienes iban a ser los favoritos tanto en pilotos: Josa, Zapico, Cañellas, Palomo, Bäbler y Van Dulken; como en preparadores: Talleres Juncosa, Mariano Otermin, Talleres Scratch, Movi, Dils y Arnalot.

### El plantón
La quinta cita de la temporada pasó a la historia por un hecho que ni se había visto ni se ha vuelto a ver en una parrilla de un circuito de carreras de España. Con el ambiente caldeado debido a cómo se realizaban algunas verificaciones técnicas, las malas formas de Pérez de Vargas (responsable deportivo de SEAT) de cara a los pilotos y tras una polémica ocurrida el día anterior sobre si los pilotos que repostaron en mitad del circuito debían haber sido descalificados de los entrenos oficiales; el 20 de junio el coche de Félix Delgado de Robles no se presentó a parrilla. Ernesto Sugrañes que era el primer reserva no fue avisado y los comisarios llamaron a Salvador Vilarrasa, segundo reserva. Sugrañes protestó y tras las discusiones pertinentes un comisario decidió excluirlo de no muy buenas formas.
Ante tal actitud el resto de pilotos hablaron y decidieron que si no corría Sugrañes, nadie lo haría. Tras amenazar el circuito a los pilotos a través la megafonía con la acción de las fuerzas armadas presentes si no empezaban la carrera y de que el conde de Villapadierna abandonara el circuito tras ver que los pilotos no le obedecían, la carrera no se inició y se dio por cancelada. Tras ello la FEA sancionó a todos los pilotos que reglamentariamente formaron parte del plante (ver pilotos excluidos en la tabla de resultados) a un año de sanción sin licencia. Tras varias cartas y telegramas entre unos y otros, los pilotos involucrados fueron indultados aprovechando el 35 aniversario de la exaltación del Caudillo. Este hecho produjo que los pilotos se perdiesen dos carreras puntuables, que aprovecharían los pilotos con peor coche, preparación o talento, para optar por primera vez a calificarse para las carreras o incluso para tratar de terminar en la zona de puntos.

### Desenlace
En Montjuïc volvieron los habituales y en esta última parte del campeonato se incorporaron unas pequeñas carreras de consolación dedicadas a que los pilotos que no se hubiesen calificado para la carrera principal pudiesen hacer otra entre ellos. Van Dulken sufrió un gravísimo accidente en la recta de meta del Jarama en la penúltima carrera, que acabaría con sus opciones al campeonato y a la postre con su carrera deportiva. Josa, Zapico y Cañellas se disputaron el campeonato, quedando este último casi sin opciones en la última ronda, al ratificarle el tribunal de apelación la descalificación de la cuarta carrera del campeonato (donde ganó). Finalmente por dos puntos Francisco (o Paco) Josa, se proclamó primer vencedor del Campeonato de España de Fórmula 1430.

## Calendario
| Ronda | Circuito             | Fecha            | Vueltas                                                  | Inscritos (presentados)                                  | Participantes permitidos en carrera                      | Evento Principal                                         |
| ----- | -------------------- | ---------------- | -------------------------------------------------------- | -------------------------------------------------------- | -------------------------------------------------------- | -------------------------------------------------------- |
| C     | Circuito del Jarama  | 21 de marzo      | Ronda cancelada por no estar entregados todos los coches | Ronda cancelada por no estar entregados todos los coches | Ronda cancelada por no estar entregados todos los coches | Ronda cancelada por no estar entregados todos los coches |
| 1     | Circuito del Jarama  | 4 de abril       | 20                                                       | 27 (25)                                                  | 25                                                       | Copa de Oro Industria del Automóvil (CECVC)              |
| 2     | Circuito de Montjuïc | 18 de abril      | 20                                                       | 35 (30)                                                  | 25                                                       | GP de España                                             |
| 3     | Circuito del Jarama  | 16 de mayo       | 25                                                       | ? (33)                                                   | 25                                                       | Gran Premio de Madrid de Fórmula 2                       |
| 4     | Circuito del Jarama  | 6 de junio       | 25                                                       | 37 (30)                                                  | 25                                                       | Trofeo TVE (CECVC)                                       |
| 5 (C) | Circuito del Jarama  | 20 de junio      | 25                                                       | ? (34)                                                   | 25                                                       | Trofeo Petróleo Español                                  |
| 6     | Circuito del Jarama  | 12 de septiembre | 25                                                       | 35 (?)                                                   | 25                                                       | Trofeo Deporte Español (CECVC)                           |
| 7     | Circuito del Jarama  | 2 de octubre     | 25                                                       | ?                                                        | 25                                                       | 4 Horas del Jarama                                       |
| 8     | Circuito de Montjuïc | 11 de octubre    | 25                                                       | 31 (29)                                                  | 25                                                       | 1000km de Barcelona                                      |
| 9     | Circuito del Jarama  | 17 de octubre    | 25                                                       | 44 (39)                                                  | 25                                                       | Trofeo Otoño                                             |
| 10    | Circuito del Jarama  | 7 de noviembre   | 25                                                       | ?                                                        | 25                                                       | 2 Horas del Jarama                                       |
| 11    | Circuito del Jarama  | 21 de noviembre  | 25                                                       | ?                                                        | 25                                                       | Copa Nacional Renault                                    |

## Clasificación
- Sistema de puntuación

| Posición | 1º | 2º | 3º | 4º | 5º | 6º | 7º | 8º | 9º | 10º |
| -------- | -- | -- | -- | -- | -- | -- | -- | -- | -- | --- |
| Puntos   | 14 | 11 | 9  | 7  | 6  | 5  | 4  | 3  | 2  | 1   |

- Resultados

| Pos | Piloto (Escudería)                | Coche                                                   | JAR | MON | JAR | JAR | JAR† | JAR | JAR | MON | JAR  | JAR | JAR | Pts |
| --- | --------------------------------- | ------------------------------------------------------- | --- | --- | --- | --- | ---- | --- | --- | --- | ---- | --- | --- | --- |
| 1   | Francisco Josa (ℳ)                | Selex ST3                                               | 1   | 7   | 2   | 2   | C    | EX  | EX  | 1   | Ret  | 2   | 2   | 76  |
| 2   | Emilio Rodríguez Zapico (Fina)    | Lince                                                   | Ret | 3   | Ret | 1   | C    | EX  | EX  | 3   | 1    | 1   | 1   | 74  |
| 3   | Salvador Cañellas                 | Selex ST3                                               | 2   | 1   | DNS | DSQ | C    | EX  | EX  | 2   | 3    | 3   | 3   | 63  |
| 4   | José María Palomo (Montjuich)     | Selex ST3                                               | 5   | 2   | 3   | 3   | C    | EX  | EX  | 6   | Ret  | 5   | Ret | 46  |
| 5   | Jorge Bäbler (Montjuich)          | Selex ST3                                               | 3   | 4   | 1   | Ret | C    | EX  | EX  | 8   | Ret  | 8   | 6   | 41  |
| 6   | José Manuel Lencina (Repsol)      | Cordobán (3-4) / Lince (6-11)                           |     |     | DNS | 7   |      | 3   | 1   | 5   | Ret  |     | DNS | 33  |
| 7   | Manuel Juncosa                    | Selex ST3                                               |     | 6   | 9   | 4   |      | 16  | 5   | 7   | Ret  | 4   |     | 31  |
| 8   | Félix Delgado de Robles           | Lince                                                   |     |     | 19  | DNS | DNS  | 2   | 4   |     | 7    | Ret | DNS | 22  |
| 9   | Fernando Pérez-Sala               | Selex ST3                                               | Ret | WD  | 6   | 8   | C    | EX  | EX  | 9   | 6    |     | 4   | 22  |
| 10  | Jaime Lazcano                     | Selex ST3                                               | 10  |     |     |     |      | 1   |     |     | 8    |     |     | 18  |
| 11  | Gerardo Van Dulken (Calvo Sotelo) | Hispakart (1-2) / Lince (3-10)                          | Ret | 16  | 4   | Ret | C    | EX  | EX  | Ret | 2    | Ret |     | 18  |
| 12  | Jean Claude (Pedralbes-Puma)      | Selex ST3                                               | Ret | Ret | 11  |     |      | Ret | 2   | 10  | 5    | 17  | Ret | 18  |
| 13  | Juan Llagostera                   | Selex ST3                                               |     |     |     |     |      | 4   | 3   | Ret | 10   | Ret |     | 17  |
| 14  | Nicolás Bosch (Montjuich)         | Selex ST3                                               | 6   |     | 5   | 15  | C    | EX  | EX  | 15  | 9    | 7   |     | 17  |
| 15  | Íñigo Vergarajáuregui             | Etco                                                    |     |     |     |     |      | 13  | 6   | Ret | 4    | Ret | 7   | 16  |
| 16  | José María Clot (Match-Levys)     | Selex ST3                                               | 15  | 12  | 10  | 14  | C    | EX  | EX  | 4   | 11   | 14  | 5   | 14  |
| 17  | Alberto Gabarró (Calvo Sotelo)    | Lince                                                   |     | 8   |     |     |      | 5   | 9   |     |      |     |     | 11  |
| 18  | José Luis May Oliver              | Selex ST3                                               | 8   | 9   | 15  | DNS | C    | EX  | EX  | 11  |      | 6   |     | 10  |
| 19  | Jaime Valls (Match-Levys)         | Selex ST3                                               | 7   | 14  | 17  | 6   | C    | EX  | EX  | 14  | DNQ³ | 15  | 17  | 9   |
| 20  | Jorge Pla (Calvo Sotelo)          | Lince                                                   | 4   |     |     |     |      |     |     |     |      |     |     | 7   |
| 21  | Javier Juncadella (Montjuich)     | Selex ST3                                               |     | 5   |     |     | C    | EX  | EX  |     |      | Ret |     | 6   |
| 22  | Francisco Fernández Fafeche       | Hispakart                                               |     |     | 14  | 5   | C    | EX  | EX  | Ret |      |     |     | 6   |
| 23  | José Antonio Gurrea               | Ro-An (1-2) / Selex ST3 (3) Cordobán (4) / Lince (6-11) | 12  | 17  | 7   | Ret |      | ?   |     |     |      |     | 9   | 6   |
| 24  | Francisco Carceller               | Hispakart                                               |     |     | DNQ | 9   | DNQ  | ?   | 7   | Ret | 12   | Ret |     | 6   |
| 25  | Artemio Rosich (MCD Tortosa)      | Selex ST3                                               | 16  | DNQ | DNQ | 11  |      | 6   |     |     | DNQ¹ |     |     | 5   |
| 26  | Correcaminos                      | Cordobán                                                |     | DNQ | 8   | DNQ | C    | EX  | EX  |     | 17   | 9   |     | 5   |
| 27  | José Pavón                        | Hispakart                                               |     |     |     |     |      | 7   |     |     |      |     | DNQ | 4   |
| 28  | Eduardo Villacieros               | Cordobán (1-4) / Selex ST3 (5-11)                       | 11  | 11  | 20  | Ret | C    | EX  | EX  | DNQ | Ret  | DNQ | 8   | 3   |
| 29  | Ernesto Sugrañes                  | Selex ST3                                               | 18  | 18  | DNQ | DSQ | DNQ  |     | 8   | 12  | DNQ⁴ | DNQ |     | 3   |
| 30  | Peter                             | Cordobán                                                |     |     |     |     |      | 8   |     |     | 18   |     | 12  | 3   |
| 31  | Rafael González                   | Lince                                                   |     |     |     |     |      | 9   |     | Ret |      | 12  |     | 2   |
| 32  | Luis Bay (Cepsa)                  | Lince                                                   | 9   |     | Ret |     | C    | EX  | EX  |     |      |     |     | 2   |
| 33  | Luis Rosal (Match-Levys)          | Selex ST3                                               | 19  |     | 12  |     | C    | EX  | EX  | Ret | 14   | 10  | 10  | 2   |
| 34  | Álvaro de Silva                   | Me-Pre                                                  |     |     |     |     |      | 11  | 10  |     |      | Ret | Ret | 1   |
| 35  | Nicki Martín Cinto / Quién        | Cordobán                                                |     |     |     | 10  | DNS  | 12  |     |     | DNQ⁶ | 16  |     | 1   |
| 36  | Carlos Giró                       | Selex ST3                                               |     | 10  | 13  |     |      |     |     |     |      |     |     | 1   |
| 37  | Daniel Meseguer                   | Cordobán                                                |     |     |     |     |      | 10  |     |     | DNQ⁹ |     |     | 1   |
|     | Alberto Garrido (Armangué)        | Selex ST3                                               | 20  | DNQ | DNQ | 12  | C    | EX  | EX  | Ret |      | 11  | 11  |     |
|     | Joaquín Canals                    | Selex ST3                                               | 13  |     | 22  | 17  | C    | EX  | EX  | 13  | 13   | 13  | Ret |     |
|     | Salvador Vilarrasa                | Lince                                                   | 14  | 13  | 21  | DNQ | DNQ  |     |     | DSQ | DNQ² |     |     |     |
|     | Julián Rosende (Calvo Sotelo)     | Lince                                                   | Ret | 19  | 18  | 13  | C    | EX  | EX  |     |      |     | 15  |     |
|     | Guillermo Antoranz                | Ro-An                                                   |     |     |     |     |      | ?   |     |     | DNQ⁷ |     | 13  |     |
|     | Hermann Weber                     | Lince                                                   |     |     |     |     |      | 14  |     |     | 15   |     | 16  |     |
|     | Luis Bonell                       | Hispakart                                               |     |     |     |     |      |     |     |     |      |     | 14  |     |
|     | A. Escauriaza (Fina)              | Lince                                                   |     | 15  | Ret | Ret | C    | EX  | EX  |     |      |     |     |     |
|     | Jorge Vidal Llobatera             | Selex ST3                                               |     | DNQ | 16  | 16  | C    | EX  | EX  |     |      |     |     |     |
|     | Targa II                          | Ro-An                                                   |     |     |     |     |      | 15  |     |     | DNQ⁸ |     |     |     |
|     | Emilio de Villota                 | Javier (?) / Lince (8-?)                                |     |     |     |     |      | ?   | ?   | 16  | 16   |     |     |     |
|     | Miguel Ángel Righetto             | Javier F1430                                            | 17  |     |     |     |      |     |     |     |      |     |     |     |
|     | Félix Lamas Fortes                | Lince                                                   |     |     | DNQ | DNQ |      | 17  |     |     |      |     |     |     |
|     | José María Noriega                | Me-Pre                                                  |     |     |     |     |      | ?   | ?   |     |      |     |     |     |
|     | Pedro Álvarez                     |                                                         |     |     |     |     |      |     | ?   |     |      |     |     |     |
|     | Ángel Bachiller                   | Javier                                                  |     |     |     |     |      | ?   | ?   |     |      |     |     |     |
|     | Rodolfo Bay                       | Lince                                                   |     |     |     |     |      | Ret | Ret |     | DNQ⁵ |     | Ret |     |
|     | Pedro Deike                       | Javier                                                  |     |     |     |     |      | Ret |     |     |      |     |     |     |
|     | Víctor Palomo                     |                                                         |     |     |     |     |      |     | Ret |     |      |     |     |     |
|     | José Ruiz-Thiery                  | Lince                                                   |     |     |     |     | C    | EX  | EX  |     | DSQ  |     |     |     |
|     | José Luis Mato                    | Lince                                                   |     |     |     |     |      |     |     |     |      | DNS | Ret |     |
|     | Juan Ignacio Villacieros          | Ro-An                                                   |     |     |     | DNQ |      |     | DSQ |     |      |     |     |     |
|     | Al Domo                           | Barrabás                                                |     |     |     |     |      | WD  |     |     |      |     |     |     |
| Pos | Piloto (Escudería)                | Coche                                                   | JAR | MON | JAR | JAR | JAR† | JAR | JAR | MON | JAR  | JAR | JAR | Pts |

| Color     | Resultado                                                               |
| --------- | ----------------------------------------------------------------------- |
| Oro       | Ganador                                                                 |
| Plata     | 2.ª plaza                                                               |
| Bronce    | 3.ª plaza                                                               |
| Verde     | Finalizó en los puntos                                                  |
| Azul      | Finalizó sin puntos                                                     |
| Azul      | NC - No clasificado                                                     |
| Violeta   | Ret - No terminó (Carrera)                                              |
| Rojo      | DNQ - No se clasificó                                                   |
| Negro     | DSQ - Descalificado                                                     |
| Blanco    | DNS - No empezó (carrera)                                               |
| Blanco    | WD - Retirado (fin de semana)                                           |
| Blanco    | C - Carrera cancelada                                                   |
| Sin color | DNP - Inscrito pero no participó                                        |
| Sin color | INJ - Lesionado                                                         |
| Sin color | EX - Excluido                                                           |
| Estado    | Resultado                                                               |
| Negrita   | Pole position                                                           |
| Cursiva   | Vuelta rápida                                                           |
| †         | Abandona, pero clasifica al completar el porcentaje requerido para ello |

- Faltan los resultados completos de las carreras 6 y 7; así como varios DNQ.
- (ℳ) Josa fichó por la escudería Montjuich en la última carrera.